# Parafia św. Anny w Poznaniu
Parafia pw. Świętej Anny w Poznaniu – parafia rzymskokatolicka archidiecezji poznańskiej przynależąca do dekanatu Poznań-Łazarz. Erygowana została w 1948. Siedziba parafii mieści się przy ulicy Limanowskiego 13 w poznańskiej dzielnicy Święty Łazarz.

## Historia
Do czasów II wojny światowej katoliccy mieszkańcy poznańskiego Łazarza należeli do parafii Matki Boskiej Bolesnej. Znaczną część mieszkańców tej części miasta stanowili Niemcy wyznania ewangelickiego (ok. 30%). Dla ich użytku w latach 1904-1907 zbudowano świątynię pod wezwaniem Jezusa Chrystusa (Christuskirche). Gmina ewangelicka funkcjonowała do wybuchu II wojny światowej. Po zakończeniu działań wojennych z powodu opuszczenia przez Niemców miasta kościołem zaopiekowali się miejscowi katolicy. Od 1945 roku zaczęto odprawiać nabożeństwa. Posługę duszpasterską sprawowali kapłani z pobliskiej parafii pw. św. Michała Archanioła. 1 kwietnia 1948 roku abp Walenty Dymek wydał dekret powołujący do istnienia nową parafię pod wezwaniem św. Anny. Dawna świątynia protestancka zostaje mianowana kościołem parafialnym pod tym samym wezwaniem. Pierwszym proboszczem został ks. Tadeusz Nowakowski, dotychczasowy administrator parafii św. Michała. Pierwszą wielką inwestycją było dostosowanie wnętrza kościoła do wymogów katolickiej Liturgii. W 1956 roku zespół pod kierownictwem prof. Wacława Taranczewskiego wykonał ścienne polichromie w prezbiterium. W kolejnych latach podejmowano inwestycje w budynkach przykościelnych (plebania, dom parafialny). W 1988 roku władze państwowe formalnie przekazały budynki oraz grunty na własność parafii.

## Współczesność
Obecnie parafia obejmuje terytorialnie północną część Łazarza (na północ od ul. Sczanieckiej oraz Rynku Łazarskiego). Proboszczem od 2010 roku  jest ks. Marek Balcer. W parafii działają m.in. parafialny zespół Caritas, wspólnoty Żywego Różańca, klub seniora, Rycerze Niepokalanej, Kościół Domowy.